# Schefflera kornasii
Schefflera kornasii är en araliaväxtart som beskrevs av Igor Vladimirovich Grushvitzky och Skvortzova. Schefflera kornasii ingår i släktet Schefflera och familjen araliaväxter.
Artens utbredningsområde är Vietnam. Inga underarter finns listade.